# Kilka zdartych płyt
Kilka zdartych płyt – album studyjny nagrany przez zespół Dżem, wydany w marcu 1995, nakładem wydawnictwa Ania Box Music. Jest to pierwszy album wydany po śmierci Ryszarda Riedla.
Nagrań dokonano w studiu „JM Audio” Jacka Mastykarza w Krakowie w drugiej połowie listopada i na początku grudnia 1994 roku. Realizacja dźwięku – Piotr Brzeziński przy współpracy Wojciecha Siwieckiego. Projekt okładki – Chernoff art design.

## Lista utworów
1. „Nie daj się farbowanym lisom” (muz. Benedykt Otręba – sł. Dariusz Dusza) – 4:29
2. „Ja wiem - obojętność” (muz. Adam Otręba – sł. Jacek Dewódzki) – 6:26
3. „Dzikość mego serca” (muz. Benedykt Otręba – sł. Dariusz Dusza) – 5:43
4. „Kilka zdartych płyt” (muz. Benedykt Otręba – sł. Dariusz Dusza) – 4:13
5. „Powiedz czy słyszysz” (muz. Benedykt Otręba – sł. Dariusz Dusza) – 5:49
6. „Buty, pięści, pas” (muz. Benedykt Otręba – sł. Dariusz Dusza) – 4:01
7. „Kosmiczny pub” (muz. Adam Otręba – sł. Dariusz Dusza) – 4:14
8. „W klatce” (muz. Benedykt Otręba – sł. Jacek Dewódzki) – 5:56
9. „Nie truj ojcze” (muz. Benedykt Otręba – sł. Dariusz Dusza) – 4:21
10. „Wszystko wzięło w łeb” (muz. Jerzy Styczyński – sł. Dariusz Dusza) – 5:21
11. „Zapal świeczkę” (muz. Adam Otręba – sł. Dariusz Dusza) – 3:19

## Muzycy
- Paweł Berger – instrumenty klawiszowe
- Jacek Dewódzki – śpiew
- Adam Otręba – gitara
- Beno Otręba – gitara basowa
- Jerzy Styczyński – gitara
- Zbigniew Szczerbiński – perkusja

## Wydawnictwa
MC Ania Box Music ABM MC 055; marzec 1995 – 54:22
CD Ania Box Music ABM CD 030; kwiecień 1995 – 54:22
MC Box Music BM MC 014; październik 1997 – 54:22
CD Box Music BM CD 014; październik 1997 – 54:22
MC Box Music/Pomaton EMI 7243 524929 4 7; 26 lutego 2000 – 54:22
CD Box Music/Pomaton EMI 7243 524929 2 3; 26 lutego 2000 – 54:22
CD Pomaton EMI 5938532; 27 września 2003 – 54:49 (jako BOX 2CD wraz z albumem List do R. na 12 głosów)